# 普通郵便局
普通郵便局（ふつうゆうびんきょく）とは、郵政民営化以前に存在した郵便局の分類のひとつで、「特定郵便局長を長とする郵便局以外で簡易郵便局を除く郵便局」である。内部の規則上はこれ以外に定義はない。旧普通局は一般的には「本局」と言われる事が多いが、これは各地域の要として機能する郵便局であるため。したがって本来の意味での「本局」は別に在り、普通局と本局はイコールでは結べない。

## 経緯
- 1886年3月 - 地方逓信官官制により、一等・二等・三等の三等級に区分された[2]。
- 1903年3月 - 通信官署官制により、特定三等局規程が定められ、業務規模が拡大した三等局は「特定三等局」として区別されることとなり、従来の三等局と異なり、経費、事務員の任免など業務運営の一部を直轄する一等局長などが行うこととなった。
- 1941年2月 - 郵便局の等級を廃止。ただし三等郵便局の大部分は「特定郵便局」となったため、それ以外が「普通郵便局」となる。
- 2007年10月 - 民営化により「普通郵便局」「特定郵便局」廃止。
- 2012年10月 - 郵便事業株式会社が郵便局株式会社に吸収合併されたことにともない、「郵便事業株式会社→日本郵便株式会社の店舗」に移行。

## 集配普通局と無集配普通局
民営化以前、実質の業務上では
- 集配普通郵便局
- 無集配普通郵便局（船内郵便局等を含む）

に分類されていた。
集配普通局と無集配普通局との違いは、単純に集配事務を行うか行わないかの違いであり、局規模等にはよらない。また事業上は郵便事業上における分類であり、貯金保険の集金等を行う外務員が配置されているかどうかにはよらない。
したがって、無集配普通局はさらに便宜上以下のように分類できた。
- 貯保外務配置局
- 貯保外務非配置局

なお、「集配郵便局」「無集配郵便局」の分類については民営化見直しに際し復活した。但しこの場合でも「簡易郵便局」を除き全て「日本郵便株式会社の店舗」である。

### 集配普通局
集配普通局はその名の通り集配事務を取り扱う局であるが、一部純粋に配達のみを行い、取集業務は行わない局がある。この場合、近隣局が当該局区内の取集を行っている。例として、城東郵便局（東京都江東区）、若葉郵便局、名古屋中郵便局と都島郵便局、東成郵便局などがあてはまる。取集は城東郵便局管轄地域を新東京郵便局、若葉郵便局管轄地域を千葉中央郵便局、名古屋中郵便局管轄地域を名古屋神宮郵便局、都島郵便局管轄地域は大阪旭郵便局、東成郵便局管轄地域は大阪城東郵便局がそれぞれ行う。民営化とその後の見直しによる過程で業務効率化によりこの傾向はさらに強まっている。
銀座郵便局（東京都中央区銀座8丁目）は、郵便業務の中でも冊子小包の大量差出や、超特急郵便などを専門に行う局であったが、2004年9月27日に集配業務を開始した（中央区、港区の各一部）。芝郵便局、京橋郵便局管内の郵便物の差立区分や配達区分の業務の集中処理を行っている。銀座郵便局は貯金業務を行っていないため、かつて併設されていたATMは京橋郵便局の出張所扱いであった。
また郵便、貯金、保険の営業においては、近隣の普通郵便局をひとくくりにして、「普通郵便局推進連絡会（普推連）」という形にしており、人事などもこの中での異動となる。

#### 統括局（中央郵便局）
47都道府県の都道府県庁所在地に所在する中央郵便局は統括局といい、例えば局長のランクが高いなど、特別の地位が与えられている。中央郵便局は他に神奈川県の川崎市、福岡県の北九州市、北海道の函館市、旭川市、釧路市の各市に配されていて、下記の地域区分局であることが多い。また、近年は郊外に集配普通郵便局を設置し、中央郵便局から地域区分局業務を移管することが多い。

### 無集配普通局
集配業務を取り扱わない普通郵便局で、民営化直前、全国に58局設置されていた。この中には、横浜及び名古屋郵便集中局、成田空港、中部国際空港局が含まれ、都道府県別では、東京都が最も多く、国会内郵便局など29局が設置されていた。
なお、民営化直前の2007年7月には、あきる野郵便局福生分室など貯金・保険を取り扱う分室8局が廃止され、無集配普通郵便局が設置されている。

#### 輸送局
無集配普通局には、かつて輸送局という分類があった。これは鉄道郵便局廃止後、全国に6局設置されたが、順次廃止され、東小倉輸送局を最後に消滅した。

#### 貯保外務配置局
無集配普通郵便局の貯保外務配置局には、石川県金石郵便局、宮城県仙台南郵便局が該当する。

## 地域区分局・起点局・集中局
地域内の郵便物を集約し、他の地域への郵便物を取りまとめる郵便局を地域区分局と称する。このほか、いくつかの集配局の郵便物を集約し、地域区分局へ送付する郵便局を起点局といい、主に普通郵便局がこれにあたる。地域区分局では郵便物を配達局及び地域別に仕分ける作業を24時間体制（日勤・夜勤交替制）で行っており、遠隔地宛の郵便物を輸送する大型トラック（高速郵便車）も24時間休まず出入りしている。
複数の集配局の取集業務を統合した郵便集中局が昭和50年代に名古屋・横浜に設置された。地域区分局としての役割もあるが、配達・貯金・保険業務は行わない。ところが、横浜郵便集中局では業務量の増加により取集業務がパンクし元の集配局に返上する事態となって、単なる地域区分局となる。後に郵便事業横浜神奈川支店、横浜神奈川郵便局を経て廃止され、川崎東郵便局に統合された。配達をしないため無集配局に分類される。旧郵便集中局が前身の局は現在は、名古屋神宮郵便局のみであるが、区分のみを行う局としては、2017年時点で新岩槻郵便局・東京北部郵便局・新大阪郵便局等がある。ゆうゆう窓口がある点では、名古屋神宮局以外では、川崎東局等もある。

### 再編計画
近年では輸送業務の効率化のため地域区分局の再編が進んでおり、事実上前述の輸送局が形を変えて復活している形となっているケースが多い。今後、民営化や郵便物数の減少の加速により一層の効率化が求められるため、さらなる再編も予想される。

#### 北海道地方
2002年7月、旭川東郵便局を旭川空港への交通の便を考慮して旭川市の郊外に新築移転の上、07・09（一部除く）旭川中央郵便局の地域区分業務を移管した。
2017年4月、道央エリアを担当する地域区分局道央札幌郵便局を札幌市東区に新設し、00・04（一部除く）・06札幌中央郵便局の地域区分局業務を移管させるとともに通常集配担当局が行う札幌市内の差立業務についても集約を図った。

#### 東北地方
2000年以降、山形県では99山形南郵便局、宮城県では98新仙台郵便局を設置することで、地域区分局業務（民営化後の郵便事業の統括支店）を各中央局から移管している（いずれも、近隣集配局の集配業務を統合している）。なお、山形南は貯保外務設置局（山形南局に集配を移行した旧集配局の貯保外務も、山形南局に新設する形で移行したため）、新仙台局は郵便専門局となっている（貯保外務は、新仙台局開局前から仙台南郵便局が継続して行っており、他の太白区内の旧集配局2局の貯保外務も仙台南に一本化されている）。
福島県では2003年、郵便番号上2桁97地域の区分業務をいわき郵便局から郡山郵便局に移行し、県内の区分局の統一がなされているが、郡山郵便局から区分を分割して、2017年6月に郡山東郵便局を新設。同局はゆうゆう窓口の設置や集配業務を行わず、区分専門局として運営される。
2017年3月に、岩手県全域を担当する地域区分局（岩手郵便局）を岩手県北上市に新設し、02盛岡中央郵便局の地域区分局業務を移管。岩手郵便局も、郡山東郵便局同様、ゆうゆう窓口の設置や集配業務を行わず、区分専門局として運営する。
2018年8月18日、秋田中央郵便局が行なっていた郵便番号の上2桁が01の地域（秋田県内と青森県十和田市の一部）の地域区分業務が岩手郵便局に移管された。

#### 東京/関東/南関東地方
2006年11月20日、埼玉県越谷市に新越谷郵便局が無集配普通局として設置され、33さいたま新都心郵便局・34越谷郵便局から小包郵便物に係る地域区分局を移管、同時に小包以外の業務はさいたま新都心郵便局に集約。2012年5月以降新越谷・さいたま新都心両郵便局における各々の地域区分業務をさいたま市岩槻区の新岩槻郵便局へ段階的に移管された。なお、35・36の地域区分業務については郵便・ゆうパックとも川越西郵便局が担当している。
千葉県では27浦安郵便局が長らく地域区分業務を担ってきたが、2010年7月1日、習志野市に新設された郵便事業千葉西ターミナル支店へゆうパックの地域区分業務を一旦移管したあと、2012年2月12日に松戸南郵便局へ同業務が再移管される。同年4月には浦安郵便局の残りの地域区分業務も松戸南郵便局に移管された。2023年2月13日、市川市のMFLP市川塩浜IIに新設された「市川南郵便局」へ地域区分業務を移管された。市川南郵便局はゆうゆう窓口の設置や集配業務を行わず、区分専門局として運営される。
2015年5月に、東京都の16〜18・202を担当する地域区分局「東京北部郵便局」が埼玉県和光市に新設された。新東京郵便局（区部）と東京多摩郵便局（多摩地区）から地域区分業務の一部が段階的に移管された。
神奈川県では川崎東郵便局を新設し、21〜23の地域の区分業務を、21川崎港郵便局及び22・23横浜神奈川郵便局から分割・移管させた。これに伴い、川崎中央郵便局の集配業務を川崎港局に統合し、横浜神奈川局は一旦廃局の上で、跡地に横浜中央郵便局の集配部門を独立・移設する形で神奈川郵便局として再出発した。また、24・25の地域を担当した綾瀬郵便局の地域区分業務は、2017年9月17日に海老名市に新設した神奈川西郵便局へ移管させた。
2017年5月に、群馬県を担当する地域区分局（群馬南郵便局）を高崎市に新設し、高崎郵便局の地域区分局業務を移管させた。

#### 信越・北陸地方
新潟県の区分局は、95新潟中央郵便局と94長岡郵便局に分かれていたが、これを一本化し、2017年5月に見附市に区分専門の局（新潟郵便局）を新設した。2011年9月に富山南郵便局（当時、郵便事業富山南支店）から新設される富山西郵便局（当時、郵便事業富山西支店。富山西支店は、富山中央局と同じ建物にあった郵便事業富山支店の移転、改称扱い）に地域区分業務を移管。

#### 東海地方
静岡県では、2017年2月6日に静岡郵便局が富士市に開局し、2017年3月までに41沼津郵便局、42静岡南郵便局の地域区分業務を移管させた。
愛知県北部（48-49地域。三重県桑名郡木曽岬町を含む）と岐阜県（50）については愛知県小牧市に名古屋北部郵便局が予定され、名古屋市熱田区にある名古屋神宮郵便局の一部機能と岐阜市にある岐阜中央郵便局の地域区分機能を名古屋北部郵便局へ集約する予定。

#### 近畿地方
京都府（大阪府三島郡島本町を含む）では60・61京都中央郵便局・62福知山郵便局および滋賀県の52大津中央郵便局の地域区分業務を2018年2月19日より城陽市に新設される京都郵便局に移管された。

兵庫県の66尼崎郵便局におけるゆうパックの区分業務は近隣の大阪市此花区にある新大阪郵便局にて行われている。
新大阪郵便局は増築されることとなり、奈良中央郵便局・和歌山中央郵便局・神戸中央郵便局・尼崎郵便局・姫路郵便局の地域統括業務を新大阪局へ集約する計画がある。

#### 中国・四国地方
2017年から各県内の地域区分郵便局の新設統合が実施された。
同年1月30日に山口郵便局が山口県山口市に開局し、74徳山郵便局と75下関郵便局の地域区分業務を2週間かけて移管させたのを皮切りに、4月10日には広島郵便局が広島市佐伯区に開局し、73広島中央郵便局から広島県西部の区分業務を移管させた。また5月22日には岡山県でも総社市に岡山郵便局が開局し、4ヶ月かけて岡山県の70岡山中央郵便局と71倉敷郵便局及び広島県東部の72福山東郵便局の地域区分業務を移管させた。
鳥取県では、2018年に68米子郵便局の集配業務を米子中インターチェンジ・米子西インターチェンジ付近に新設した米子郵便局集配分室に分割・移管させた。同分室には、ゆうゆう窓口の設置を行わず、集配専門分室として運営される。なお、地域区分業務は米子郵便局が引き続き行う。また、島根県の69松江中央郵便局ではゆうパックの地域区分業務の一部を2019年2月18日より米子郵便局に移管させた。69は普通郵便についても米子郵便局に統合される予定となっている。

#### 九州・沖縄地方
福岡県では、2007年3月26日に新福岡郵便局を開局、81博多郵便局と82飯塚郵便局の地域区分局業務の移管、再編が実施された。またこれに併せ、飯塚局管轄のうち82地域の小包に関する業務が80北九州中央郵便局へと移管された。建物が老朽化していた博多局の再開発により、同居していた郵便事業博多支店（統括支店機能は新福岡支店設置後も一部存続）は、2010年9月21日に同区大井一丁目に分割設置された（2012年10月に博多北郵便局へ改称）。
当初「新熊本郵便局（仮称）」として建設され、2004年に開局した熊本北郵便局は、2002年に開局した新仙台郵便局・新金沢郵便局とは異なり、集配特定郵便局「菊陽郵便局」の移転・局名改称・局種別改定であるため、郵便事業専門の郵便局としての発足ではなく、菊陽郵便局が行ってきた郵便貯金・簡易保険の業務も引き継いでいる。併せて、宮崎中央郵便局及び鹿児島中央郵便局（2017年まで。詳細後述）から小包の地域区分局としての機能が移管されており、南九州地域3県の小包業務を強化した。
鹿児島県では、2017年8月14日に鹿児島郵便局が霧島市に開局し、鹿児島中央郵便局（小包は熊本北郵便局）の地域区分業務が移管された。

#### その他
地域区分局であっても人口が少ないうえに盲腸路線となる県の場合、路線車をたくさん走らせると非効率なため近隣の府県の地域区分局で路線を集約させたうえで県外郵便物をまとめる傾向となっている（例えば高知東郵便局と松山西郵便局の場合、四国4県以外からの郵便物は香川県高松市の高松南郵便局、ゆうパックは高松南郵便局または徳島県徳島市の徳島中央郵便局マリンピア分室で中継することが多い）。
地域区分局以外でも、集配業務を担当する郵便局、旧郵便事業社集配センターに由来する配達のみを行う現地拠点となる郵便局についても、効率化のため業務移管・統廃合が進められている。その結果として、担当郵便局の系統が「飛び地」となって最寄りの集配郵便局等を跨いでしまったり、配達までの所要時間が従前より長くなってしまったり、集配に関係する郵便局の業務量に極端なばらつきが生じるケースが相次いでいる。

### 地域区分局一覧
民営化に伴い発足した郵便事業株式会社における支社は、旧公社支社郵便事業部を引き継ぐ形で発足している。また、郵便事業株式会社の発足に伴い、地域区分局は「統括支店」と名称が変わったが、日本郵便と郵便事業が統合された辺りに再び地域区分局という表記に戻している。
2010年7月1日のJPEXとの宅配便統合の際、一部地域では、ゆうパックの地域区分業務を郵便物とは分離し、統括支店ではなくJPEXから引き継いだ拠点（ターミナル支店）で実施する体制に移行した地域がある。しかし、郵便物とゆうパックとで重複する別個の輸送体制が必要となるなど非効率となったことから、この体制は1年余りで廃止となり、2011年8月28日以降、ほとんどのターミナル支店が廃止（元の統括支店の処理能力が不足する場合などを除く）され、ゆうパックの地域区分業務も統括支店に戻ることとなった。
2012年10月1日に発足した日本郵便株式会社における地域区分局の一覧は下表のとおりである。
| 支社   | 都道府県 | 受持地域 （郵便番号上2桁） | 地域区分局                                              | 地域区分局                                                    |
| 支社   | 都道府県 | 受持地域 （郵便番号上2桁） | 郵便                                                    | ゆうパック                                                    |
| ------ | -------- | -------------------------- | ------------------------------------------------------- | ------------------------------------------------------------- |
| 北海道 | 北海道   | 04                         | 040函館中央郵便局 009道央札幌郵便局（札幌市東区）       | 040函館中央郵便局 009道央札幌郵便局（札幌市東区）             |
| 北海道 | 北海道   | 05                         | 053苫小牧郵便局                                         | 053苫小牧郵便局                                               |
| 北海道 | 北海道   | 06・00                     | 009道央札幌郵便局（札幌市東区）                         | 009道央札幌郵便局（札幌市東区）                               |
| 北海道 | 北海道   | 07                         | 078旭川東郵便局                                         | 078旭川東郵便局                                               |
| 北海道 | 北海道   | 08                         | 080帯広郵便局                                           | 080帯広郵便局                                                 |
| 北海道 | 北海道   | 09                         | 078旭川東郵便局 090北見郵便局                           | 078旭川東郵便局 090北見郵便局                                 |
| 東北   | 青森県   | 03                         | 038青森西郵便局                                         | 038青森西郵便局                                               |
| 東北   | 岩手県   | 02                         | 029岩手郵便局（北上市）                                 | 029岩手郵便局（北上市）                                       |
| 東北   | 秋田県   | 01                         | 029岩手郵便局（北上市）                                 | 029岩手郵便局（北上市）                                       |
| 東北   | 宮城県   | 98                         | 982新仙台郵便局（仙台市太白区）                         | 982新仙台郵便局（仙台市太白区）                               |
| 東北   | 山形県   | 99                         | 990-90山形南郵便局（山形市）                            | 990-90山形南郵便局 982新仙台郵便局                            |
| 東北   | 福島県   | 96・97                     | 969郡山東郵便局（郡山市）                               | 969郡山東郵便局（郡山市）                                     |
| 関東   | 茨城県   | 30                         | 300土浦郵便局                                           | 300土浦郵便局                                                 |
| 関東   | 茨城県   | 31                         | 310水戸中央郵便局                                       | 310水戸中央郵便局                                             |
| 関東   | 栃木県   | 32                         | 321宇都宮東郵便局（宇都宮市）                           | （329-43）宇都宮東郵便局岩舟分室（栃木市）                    |
| 関東   | 群馬県   | 37                         | 370-90群馬南郵便局（高崎市）                            | 370-90群馬南郵便局（高崎市）                                  |
| 関東   | 埼玉県   | 33・34                     | 339-90新岩槻郵便局（さいたま市岩槻区）                  | 339-90新岩槻郵便局（さいたま市岩槻区）                        |
| 関東   | 埼玉県   | 35・36                     | 350-11川越西郵便局                                      | 350-11川越西郵便局                                            |
| 関東   | 千葉県   | 27                         | 272-90市川南郵便局（市川市）                            | 272-90市川南郵便局（市川市）                                  |
| 関東   | 千葉県   | 26・28・29                 | 260千葉中央郵便局                                       | 260千葉中央郵便局                                             |
| 東京   | 東京都   | 10-15                      | 137新東京郵便局（江東区）                               | 137新東京郵便局（江東区）                                     |
| 東京   | 東京都   | 16-18・202                 | 172東京北部郵便局（埼玉県和光市）                       | 172東京北部郵便局（埼玉県和光市）                             |
| 東京   | 東京都   | 19・20（202を除く）        | 209東京多摩郵便局（府中市）                             | 209東京多摩郵便局（府中市）                                   |
| 南関東 | 神奈川県 | 21-23                      | 219川崎東郵便局（川崎区）                               | 219川崎東郵便局（川崎区）                                     |
| 南関東 | 神奈川県 | 24・25                     | 243-90神奈川西郵便局（海老名市）                        | 243-90神奈川西郵便局（海老名市）                              |
| 南関東 | 山梨県   | 40                         | 400甲府中央郵便局                                       | 400甲府中央郵便局                                             |
| 信越   | 新潟県   | 94・95                     | 954-90新潟郵便局（見附市）                              | 954-90新潟郵便局（見附市）                                    |
| 信越   | 長野県   | 38                         | 381長野東郵便局                                         | 381長野東郵便局                                               |
| 信越   | 長野県   | 39                         | 399松本南郵便局                                         | 399松本南郵便局                                               |
| 北陸   | 富山県   | 93                         | 930-01富山西郵便局                                      | 930-01富山西郵便局                                            |
| 北陸   | 石川県   | 92                         | 921新金沢郵便局                                         | 921新金沢郵便局                                               |
| 北陸   | 福井県   | 91                         | 918福井南郵便局                                         | 918福井南郵便局                                               |
| 東海   | 岐阜県   | 50                         | 500岐阜中央郵便局（岐阜市）                             | 500岐阜中央郵便局（岐阜市）                                   |
| 東海   | 静岡県   | 41・42                     | 419静岡郵便局（富士市）                                 | 419静岡郵便局（富士市）                                       |
| 東海   | 静岡県   | 43                         | 432浜松西郵便局（浜松市中央区）                         | （432-89）浜松西郵便局ゆうパック分室                          |
| 東海   | 愛知県   | 44                         | 441豊橋南郵便局                                         | 441豊橋南郵便局                                               |
| 東海   | 愛知県   | 45-49                      | 469名古屋神宮郵便局（名古屋市熱田区）                   | 469名古屋神宮郵便局（名古屋市熱田区）                         |
| 東海   | 三重県   | 51                         | 512四日市西郵便局                                       | 512四日市西郵便局                                             |
| 近畿   | 滋賀県   | 52                         | 610京都郵便局（城陽市）                                 | 610京都郵便局（城陽市）                                       |
| 近畿   | 京都府   | 60-62                      | 610京都郵便局（城陽市）                                 | 610京都郵便局（城陽市）                                       |
| 近畿   | 大阪府   | 53-55                      | 539新大阪郵便局（大阪市此花区）                         | 539新大阪郵便局 530大阪北郵便局（大阪市北区）                 |
| 近畿   | 大阪府   | 56-59                      | 539新大阪郵便局                                         | （559-89）新大阪郵便局南港分室（大阪市住之江区）              |
| 近畿   | 奈良県   | 63                         | 630奈良中央郵便局                                       | 630奈良中央郵便局 539新大阪郵便局                             |
| 近畿   | 和歌山県 | 64                         | 640和歌山中央郵便局                                     | 640和歌山中央郵便局                                           |
| 近畿   | 兵庫県   | 66                         | 660尼崎郵便局                                           | 539新大阪郵便局                                               |
| 近畿   | 兵庫県   | 65                         | 650神戸中央郵便局                                       | 650神戸中央郵便局                                             |
| 近畿   | 兵庫県   | 67                         | 670姫路郵便局                                           | 650神戸中央郵便局                                             |
| 中国   | 鳥取県   | 68                         | 683米子郵便局                                           | 683米子郵便局                                                 |
| 中国   | 島根県   | 69                         | 690松江中央郵便局                                       | 690松江中央郵便局 683米子郵便局 731広島郵便局（広島市佐伯区） |
| 中国   | 岡山県   | 70・71                     | 719岡山郵便局（総社市）                                 | 719岡山郵便局（総社市）                                       |
| 中国   | 広島県   | 72                         | 719岡山郵便局（総社市）                                 | 719岡山郵便局（総社市）                                       |
| 中国   | 広島県   | 73                         | 731広島郵便局（広島市佐伯区）                           | 731広島郵便局（広島市佐伯区）                                 |
| 中国   | 山口県   | 74・75                     | 759山口郵便局（山口市） 731広島郵便局（広島市佐伯区）。 | 759山口郵便局（山口市） 731広島郵便局（広島市佐伯区）。       |
| 四国   | 徳島県   | 77                         | 770徳島中央郵便局                                       | （770-89）徳島中央郵便局マリンピア分室                        |
| 四国   | 香川県   | 76                         | 761高松南郵便局                                         | 761高松南郵便局                                               |
| 四国   | 愛媛県   | 79                         | 791松山西郵便局                                         | 791松山西郵便局                                               |
| 四国   | 高知県   | 78                         | 781高知東郵便局                                         | 781高知東郵便局                                               |
| 九州   | 福岡県   | 80                         | 802北九州中央郵便局（小倉北区）                         | 802北九州中央郵便局（小倉北区）                               |
| 九州   | 福岡県   | 81                         | 811新福岡郵便局（福岡市東区）                           | 811新福岡郵便局（福岡市東区）                                 |
| 九州   | 福岡県   | 82                         | 811新福岡郵便局                                         | 802北九州中央郵便局                                           |
| 九州   | 福岡県   | 83                         | 839久留米東郵便局                                       | 839久留米東郵便局                                             |
| 九州   | 佐賀県   | 84                         | 839久留米東郵便局                                       | 839久留米東郵便局                                             |
| 九州   | 長崎県   | 85                         | 856大村郵便局                                           | 856大村郵便局                                                 |
| 九州   | 熊本県   | 86                         | 861熊本北郵便局（菊池郡菊陽町）                         | 861熊本北郵便局（菊池郡菊陽町）                               |
| 九州   | 大分県   | 87                         | 870-01大分東郵便局                                      | 870-01大分東郵便局                                            |
| 九州   | 宮崎県   | 88                         | 880宮崎中央郵便局                                       | 861熊本北郵便局                                               |
| 九州   | 鹿児島県 | 89                         | 899鹿児島郵便局（霧島市）                               | 899鹿児島郵便局（霧島市）                                     |
| 沖縄   | 沖縄県   | 90                         | 900那覇中央郵便局                                       | 900那覇中央郵便局                                             |

## 民営化に伴う措置
2007年10月1日の民営化実施後は、「普通郵便局」「特定郵便局」といったカテゴリーは「簡易郵便局」を除いて全廃され、以下の通りに分けられた。
1. 郵便局株式会社が設置する郵便局→2012年10月からは日本郵便株式会社が設置する「郵便局」
2. 郵便事業株式会社が設置する支店→2012年10月からは日本郵便株式会社が設置する、ゆうゆう窓口のある「郵便局」ないしはゆうゆう窓口のみを設置する郵便局（新岩槻郵便局や東京北部郵便局はゆうゆう窓口の設置がないが、後者のカテゴリに相当）
3. 株式会社ゆうちょ銀行が設置する直営店
4. 株式会社かんぽ生命保険が設置する直営店
5. 簡易郵便局

2は、各郵便局で集められた郵便物を集約し、他の地域とやりとりする業務を専門的に行う郵便局が該当する（例：新東京郵便局、名古屋郵便集中局、新大阪郵便局）。地域によっては無い。5は、原則として郵便局株式会社、郵便事業株式会社以外の者が設置者となるが、民営化後は設置者によっては一般の利用が不可となるケースがある。また、地域区分局はほとんどが郵便事業会社の統括支店に移行した。

## 分課局と未分課局
普通局は集配事務の有無により上記のように分類されるが、一方で要員配置上から、以下の分類ができる。即ち三事業別に要員を配置する、単独定員配置局と、総合定員配置局である。これは課が設置されているかどうかとはまた違う分類であり、一部の未分課局には、事業別に要員が配置されている局が存在する。
分課局の課数は局の規模によって異なり、比較的大きい普通局では郵便課・貯金課・保険課・集配営業課・総務課の5課体制であることが多い。なお局によっては貯金課と保険課が一緒になった貯金保険課を設置し、貯金係・保険係と区別していることがある。管轄件数が多い場合は、第1集配営業課・第2集配営業課・・・という様に複数の課に分割している局もある。また集配営業課を設置せず、郵便課に外務職員を配置して集配を行っている局もある。最小は総務課と郵便課の2課体制で、貯金・保険は総務課で扱う。
未分課局では「課」を設置せず郵便内務係、郵便外務係、貯金保険係、総務係など事業別に要員を配置する。この場合、いわゆる係長相当職に総務主任（または局長代理）が充てられる。未分課局の多くは集配特定局からの格上げが多いため、一見しても普通局か特定局か見分けがつかないこともある。
民営化に向けての集配局統合で未分課局は統括センター傘下の配達センター（取集業務は行なわず、郵便物を配達するだけ）になることも検討されている。
貯金保険課の特徴としては、外務職員が貯金と保険の両方の取り扱うことが出来る点にある。貯金課・保険課が別々に設置されている場合は、所属している課の外務しかできない。
大規模局になると郵便課が細かく分けられ、郵便窓口課・普通郵便課・特殊郵便課・小包郵便課・法人郵便営業課などが設置されている。郵便関係の課長の上に部長職が設けられている（東京中央局、新東京局など）。また特殊な課として切手普及課（東京中央郵便局）・郵便企画課（大阪中央郵便局）などがあげられる。

## 分任局と渡切局
公社以前には、会計上、上記とはさらに別の分類として、分任局と渡切局とに細分されていた。これは事業別・あるいは課別に予算が組まれていた局と、一局に各事業分一括して予算が組まれていた局とに分類され、前者はその都度決裁を受け物品を調達していたのに対し、後者は責任者の判断で、随時調達できるという違いがあった。しかしながら、情報公開請求で、渡切予算について疑問が投げかけられ、廃止に至っている。